# Nati nel 1926/Ottobre
| Questa pagina contiene informazioni ricavate automaticamente dalle voci biografiche con l'ausilio del template Bio e di un bot. L'aggiornamento è periodico e automatico e ricostruisce completamente la pagina. Se manca una persona in questa lista, sei pregato di non aggiungerla, ma accertati piuttosto che la sua voce biografica contenga il template Bio e che i dati anagrafici siano correttamente compilati. Se il template Bio manca, inseriscilo tu stesso o, in alternativa, metti l'avviso {{tmp\|Bio}} che ne segnala la mancanza. Se i dati riportati sono sbagliati, correggi direttamente la voce biografica; le modifiche saranno visibili in questa lista entro pochi giorni. Per chiarimenti vedi il progetto biografie. La lista contiene solo le 165 persone che sono citate nell'enciclopedia e per le quali è stato implementato correttamente il template Bio. Pagina aggiornata al 2 ago 2025. |

- 1º ottobre - Nguyễn Hữu An, generale vietnamita († 1995)
- 1º ottobre - Giovanni Bodini, ex calciatore italiano
- 1º ottobre - Carlo Del Teglio, poeta italiano († 1988)
- 1º ottobre - Gerhard Stolze, tenore tedesco († 1979)
- 1º ottobre - Giuseppe Zurlo, politico e giornalista italiano († 2020)
- 2 ottobre - Ramona Fradon, fumettista statunitense († 2024)
- 2 ottobre - Lucinio Sconfietti, pugile e allenatore di pugilato italiano († 2016)
- 3 ottobre - Firouz Pojhan, sollevatore iraniano († 1996)
- 3 ottobre - Carlo Riccardi, fotografo, fotoreporter e pittore italiano († 2022)
- 3 ottobre - Matty Simmons, produttore cinematografico e editore statunitense († 2020)
- 4 ottobre - Sergej Nefëdov, pallavolista sovietico († 2014)
- 5 ottobre - Avraham Adan, generale israeliano († 2012)
- 5 ottobre - Mario Adorati, carabiniere italiano († 1996)
- 5 ottobre - Coen Dillen, calciatore olandese († 1990)
- 5 ottobre - Franco Filippazzi, informatico e saggista italiano
- 5 ottobre - Mariano Ozores, regista e sceneggiatore spagnolo († 2025)
- 5 ottobre - Mahmoud Reza Pahlavi, principe iraniano († 2001)
- 6 ottobre - Eliana Giorli La Rosa, sindacalista e politica italiana († 2020)
- 6 ottobre - Reid Mitchell, cestista canadese († 2012)
- 6 ottobre - Ernesto Togni, vescovo cattolico svizzero († 2022)
- 7 ottobre - Marcello Abbado, pianista, compositore e docente italiano († 2020)
- 7 ottobre - Alex Groza, cestista, allenatore di pallacanestro e dirigente sportivo statunitense († 1995)
- 7 ottobre - Ennio Melis, produttore discografico italiano († 2005)
- 8 ottobre - Gaetano Bardini, tenore italiano († 2017)
- 8 ottobre - Jean Coste, presbitero e storico francese († 1994)
- 8 ottobre - Tulsi Giri, politico nepalese († 2018)
- 8 ottobre - Louise Hay, scrittrice e editrice statunitense († 2017)
- 8 ottobre - Álvaro Magaña, politico, avvocato e economista salvadoregno († 2001)
- 8 ottobre - Renato Savino, regista e sceneggiatore italiano († 2008)
- 8 ottobre - Giovanni Zarrilli, archivista e storico italiano († 1969)
- 9 ottobre - Danièle Delorme, attrice francese († 2015)
- 9 ottobre - Ruth Ellis, criminale britannica († 1955)
- 9 ottobre - Evgenij Evstigneev, attore sovietico († 1992)
- 9 ottobre - Moshe Flinker, olandese († 1944)
- 9 ottobre - Michele Martina, politico italiano († 2014)
- 9 ottobre - Heinz Schussig, calciatore tedesco († 1994)
- 9 ottobre - Hans Skjervheim, filosofo e saggista norvegese († 1999)
- 9 ottobre - Marco de Natale, musicista, pedagogista e musicologo italiano († 2018)
- 10 ottobre - Massimo Colesanti, critico letterario italiano († 2016)
- 10 ottobre - Wilhelm Michel Ellis, vescovo cattolico olandese († 2003)
- 10 ottobre - Giuseppe Galbani, operaio italiano († 2016)
- 10 ottobre - Richard Jaeckel, attore statunitense († 1997)
- 10 ottobre - Alex Van Gils, cestista belga
- 10 ottobre - Giorgio Zennaro, scultore, pittore e designer italiano († 2005)
- 11 ottobre - Bob Donham, cestista statunitense († 1983)
- 11 ottobre - Earle Hyman, attore statunitense († 2017)
- 11 ottobre - Gerhard Schulenburg, arbitro di calcio tedesco († 2013)
- 11 ottobre - Dennis Shepherd, pugile sudafricano († 2006)
- 11 ottobre - Duccio Tessari, regista e sceneggiatore italiano († 1994)
- 11 ottobre - Thích Nhất Hạnh, monaco buddhista, poeta e attivista vietnamita († 2022)
- 12 ottobre - Allan Brown, calciatore e allenatore di calcio scozzese († 2011)
- 12 ottobre - Marcello Filippi, ex calciatore italiano
- 12 ottobre - Tapio Mäkelä, fondista e dirigente sportivo finlandese († 2016)
- 12 ottobre - Nuvolo, pittore italiano († 2008)
- 12 ottobre - César Pelli, architetto argentino († 2019)
- 12 ottobre - Nikita Simonjan, ex calciatore e allenatore di calcio sovietico
- 13 ottobre - Jesse L. Brown, ufficiale statunitense († 1950)
- 13 ottobre - Ray Brown, contrabbassista statunitense († 2002)
- 13 ottobre - Sergio Capogna, regista cinematografico, sceneggiatore e montatore italiano († 1977)
- 13 ottobre - Michele Giuffrida, dirigente sportivo italiano († 2012)
- 13 ottobre - Killer Kowalski, wrestler canadese († 2008)
- 13 ottobre - Sol Stein, scrittore e editore statunitense († 2019)
- 13 ottobre - Martin Ťapák, regista, attore e ballerino slovacco († 2015)
- 14 ottobre - Willy Alberti, cantante olandese († 1985)
- 14 ottobre - Medhat Bahgat, cestista egiziano
- 14 ottobre - Mario Di Lazzaro, matematico e politico italiano († 1996)
- 14 ottobre - James Thomas, cantante e chitarrista statunitense († 1993)
- 14 ottobre - Tadao Uesako, ginnasta giapponese († 1986)
- 15 ottobre - Sven Axbom, calciatore svedese († 2006)
- 15 ottobre - Agustín García Calvo, filologo, scrittore e linguista spagnolo († 2012)
- 15 ottobre - Michel Foucault, filosofo, sociologo e storico francese († 1984)
- 15 ottobre - Francesco Gamba, fumettista italiano († 2012)
- 15 ottobre - Ed McBain, scrittore e sceneggiatore statunitense († 2005)
- 15 ottobre - Dante Oreste Orsenigo, politico italiano († 2014)
- 15 ottobre - Jean Peters, attrice statunitense († 2000)
- 15 ottobre - Karl Richter, organista, clavicembalista e direttore d'orchestra tedesco († 1981)
- 15 ottobre - Sergio Rosi, fumettista italiano († 2008)
- 15 ottobre - Paddy Sheriff, cestista irlandese († 1990)
- 16 ottobre - Michelangelo Ciancaglini, politico italiano († 1988)
- 16 ottobre - Adriana Innocenti, attrice e regista teatrale italiana († 2016)
- 16 ottobre - Hansheinz Schneeberger, violinista e insegnante svizzero († 2019)
- 16 ottobre - Joe Sinnott, fumettista statunitense († 2020)
- 16 ottobre - Szczepan Wesoły, arcivescovo cattolico polacco († 2018)
- 17 ottobre - Julie Adams, attrice statunitense († 2019)
- 17 ottobre - Archie Duncan, storico scozzese († 2017)
- 17 ottobre - Beverly Garland, attrice statunitense († 2008)
- 17 ottobre - Karl Gordon Henize, astronomo e astronauta statunitense († 1993)
- 17 ottobre - Roberto Lippi, pilota automobilistico italiano († 2011)
- 17 ottobre - Amedeo Massari, editore italiano († 1998)
- 17 ottobre - Reidar Sundby, calciatore norvegese († 2014)
- 18 ottobre - Chuck Berry, cantautore, chitarrista e ballerino statunitense († 2017)
- 18 ottobre - Yoram Gross, regista e produttore cinematografico polacco († 2015)
- 18 ottobre - Klaus Kinski, attore e regista tedesco († 1991)
- 18 ottobre - John Morris, compositore statunitense († 2018)
- 18 ottobre - Shin Sang-ok, produttore cinematografico e regista sudcoreano († 2006)
- 18 ottobre - Lelio Speranza, dirigente sportivo e partigiano italiano († 2017)
- 19 ottobre - Arne Bendiksen, cantante norvegese († 2009)
- 19 ottobre - Antonino Di Vita, archeologo e funzionario italiano († 2011)
- 19 ottobre - Marjorie Tallchief, ballerina statunitense († 2021)
- 19 ottobre - Ilona Vékony, ex cestista ungherese
- 20 ottobre - Luigi Di Gianni, regista e sceneggiatore italiano († 2019)
- 20 ottobre - Ursula Happe, nuotatrice tedesca († 2021)
- 20 ottobre - Raaj Kumar, attore indiano († 1996)
- 20 ottobre - Raphaël Nguyễn Văn Diệp, vescovo cattolico vietnamita († 2007)
- 20 ottobre - Dan Pippin, cestista statunitense († 1965)
- 20 ottobre - Marcello Sabbatini, giornalista italiano († 2008)
- 20 ottobre - Jan Sagvaag, calciatore norvegese († 2014)
- 21 ottobre - Giorgio Bontempi, giornalista, sceneggiatore e regista italiano
- 21 ottobre - Eberhard Fechner, attore, regista e sceneggiatore tedesco († 1992)
- 21 ottobre - Don Elliott, trombettista, vibrafonista e cantante statunitense († 1984)
- 21 ottobre - Leo Kirch, imprenditore tedesco († 2011)
- 21 ottobre - Waldir Pires, politico brasiliano († 2018)
- 21 ottobre - Leonard Rossiter, attore britannico († 1984)
- 21 ottobre - Fred Sadoff, attore statunitense († 1994)
- 21 ottobre - Stan Turner, calciatore britannico († 1991)
- 22 ottobre - Cesco Magnolato, pittore e incisore italiano († 2022)
- 22 ottobre - Gaspare Rodolico, medico italiano († 2006)
- 23 ottobre - Domenico Attanasio, cantante italiano († 2021)
- 23 ottobre - Larry Crockett, pilota automobilistico statunitense († 1955)
- 23 ottobre - Silvano Toncelli, ex calciatore italiano
- 23 ottobre - Baronessa Janet Young, politica inglese († 2002)
- 24 ottobre - Rafael Azcona, sceneggiatore spagnolo († 2008)
- 24 ottobre - Beppe Berti, giornalista italiano († 2010)
- 24 ottobre - Gastone Lottieri, direttore di banda italiano († 2000)
- 24 ottobre - Corrado Olmi, attore e scenografo italiano († 2020)
- 24 ottobre - Y.A. Tittle, giocatore di football americano statunitense († 2017)
- 24 ottobre - Luigi Traini, calciatore e allenatore di calcio italiano († 1992)
- 25 ottobre - Sergej Agababov, compositore armeno († 1959)
- 25 ottobre - Bo Carpelan, poeta e scrittore finlandese († 2011)
- 25 ottobre - Jimmy Heath, sassofonista e compositore statunitense († 2020)
- 25 ottobre - Oscar Mammì, politico italiano († 2017)
- 25 ottobre - Galina Pavlovna Višnevskaja, soprano russo († 2012)
- 25 ottobre - Anita Välkki, soprano finlandese († 2011)
- 26 ottobre - Dick Dickey, cestista statunitense († 2006)
- 26 ottobre - Bernhard Klodt, calciatore tedesco († 1996)
- 26 ottobre - Arnaud de Borchgrave, giornalista belga († 2015)
- 27 ottobre - Otto Baitinger, ex calciatore tedesco
- 27 ottobre - Harry Robbins Haldeman, politico e imprenditore statunitense († 1993)
- 27 ottobre - Enzo Maiolino, pittore italiano († 2016)
- 27 ottobre - Stan Milburn, calciatore inglese († 2010)
- 27 ottobre - Alan Tyson, musicologo britannico († 2000)
- 27 ottobre - Kai Warner, compositore e direttore d'orchestra tedesco († 1982)
- 28 ottobre - Silvio Clementelli, produttore cinematografico italiano († 2001)
- 28 ottobre - Bowie Kuhn, dirigente sportivo statunitense († 2007)
- 28 ottobre - Giorgio Pellegrini, ex calciatore italiano
- 28 ottobre - Fred Ramdat Misier, politico surinamese († 2004)
- 28 ottobre - Roberto Reale, direttore della fotografia italiano († 2021)
- 28 ottobre - Lido Sartini, ciclista su strada italiano († 2007)
- 28 ottobre - Vittorio Sgroi, magistrato e giurista italiano († 2002)
- 29 ottobre - Maurice Blomme, ciclista su strada e pistard belga († 1980)
- 29 ottobre - Clemente Bovi, militare italiano († 1959)
- 29 ottobre - Necmettin Erbakan, politico turco († 2011)
- 29 ottobre - Enzo Polito, pallanuotista italiano († 2004)
- 29 ottobre - Margaret Sheridan, attrice statunitense († 1982)
- 29 ottobre - Jon Vickers, tenore canadese († 2015)
- 30 ottobre - Jacques Swaters, pilota di Formula 1 belga († 2010)
- 30 ottobre - Dieter Zechlin, pianista tedesco († 2012)
- 30 ottobre - Fabrizio de Miranda, ingegnere italiano († 2015)
- 31 ottobre - Miranda Bonansea, attrice e doppiatrice italiana († 2019)
- 31 ottobre - H. R. F. Keating, scrittore britannico († 2011)
- 31 ottobre - Vito Lattanzio, politico e medico italiano († 2010)
- 31 ottobre - Carmen de Lirio, attrice e cantante spagnola († 2014)
- 31 ottobre - Xercès Louis, calciatore francese († 1978)
- 31 ottobre - Timo Sarpaneva, designer e scultore finlandese († 2006)
- 31 ottobre - Jimmy Savile, disc jockey, conduttore radiofonico e conduttore televisivo britannico († 2011)